# Wolf (film)
Wolf är en amerikansk thriller från 1994, i regi av Mike Nichols. Huvudrollerna spelas av Jack Nicholson och Michelle Pfeiffer.

## Handling
Will Randall (Jack Nicholson) åker på en ensligt belägen väg i New England när han kör på en varg. När han går ur bilen blir han biten och vargen försvinner. Bettet gör att han känner sig stark och frisk, han får jättebra hörsel och syn – han håller sakta på att förvandlas till en varg. Han träffar unga Laura Alden (Michelle Pfeiffer) som försöker hjälpa honom.

## Om filmen
Wolf regisserades av Mike Nichols.

## Rollista (urval)
- Jack Nicholson - Will Randall
- Michelle Pfeiffer - Laura Alden
- James Spader - Stewart Swinton
- Kate Nelligan - Charlotte Randall
- Eileen Atkins - Mary
- Ron Rifkin - läkare